# 210421 Freundtamas
210421 Freundtamas este o planetă minoră (asteroid) din centura de asteroizi. A fost descoperită pe 19 decembrie 2007 la Piszkéstetői Obszervatórium⁠(d) de Krisztián Sárneczky⁠(d). 
Obiectul prezintă o orbită caracterizată de o semiaxă mare de 2,7194346372148 UAi, o excentricitate de 0,024427253393198, o înclinație de 2,8576358837597 ° în raport cu ecliptica.